# Lidé, kteří šlapou tygrovi na ocas
Lidé, kteří šlapou tygrovi na ocas (japonsky 虎の尾を踏む男達 Tora no o o fumu otokotači, anglicky The Men Who Tread on the Tiger's Tail) je japonský černobílý historický film, který natočil v roce 1945 Akira Kurosawa.
Film je založen na tradiční japonské divadelní formě kabuki. Je inspirován japonskou divadelní hrou Kandžinčó, kde vystupují postavy z 12. století: Jošicune (japonský generál Minamoto no Jošicune), kterému sloužil bojový mnich Benkei (Saitó Musašibó Benkei) a jejich protivník, strážce hranic Togaši.
Film zobrazuje feudální hodnoty a byl zakázán japonskou cenzurou SCAP. Byl představen japonské veřejnosti až v roce 1952.

## Hrají
- Dendžiró Ókóči jako Benkei (Saitó Musašibó Benkei)
- Susumu Fudžita jako Togaši
- Ken'iči Enomoto jako sluha
- Masajuki Mori jako Kamei
- Takaši Šimura jako Kataoka
- Akitake Kóno jako Ise
- Jošio Kosugi jako Suruga
- Hanširo Iwai jako Jošicune (Minamoto no Jošicune)
- Dekao Joko jako Hidačibo
- Jasuo Hisamacu jako Kadžiwarův posel
- Šódži Kijokawa jako Togašiův posel